# Cantigas de amigo(s)
Cantigas de amigo(s) es el vigésimo álbum del grupo Milladoiro, lanzado el 24 de junio del 2022 bajo el sello discográfico Discmedi.
Se trata de una recolección de algunas de sus canciones de discos anteriores, incluyendo una nueva canción grabada para la ocasión titulada No adro, basada en un poema del escritor gallego Ramón Cabanillas.
Como grupo eminentemente instrumental, la mayor parte de estas canciones fueron interpretadas por voces invitadas como Faustino Santalices, Olga Cerpa (Mestisay), Ana Belén, Claudia Ferronato, Harry.c, Ilduara Vicente, Kathy Mattea, Luis Tosar, Mabel Rivera, las pandereteiras de Cantigas e Agarimos, Leilía, Mafalda Arnauth, Shaun Davey and friends y el coro Ultreia.

## Lista de canciones
1. Alalá das Mariñas (con Faustino Santalices) - Trad./Milladoiro
2. Kyrie (con el coro Ultreia) - Milladoiro
3. Moraima (con Ana Belén) - Milladoiro
4. Espadelada de Penosiños (con las pandereteras de Cantigas e Agarimos) - Trad./Milladoiro
5. Voaría a Compostela (con Claudia Ferronato) - Milladoiro
6. Resonet (con Shaun Davey and friends) - Códice Calixtino
7. Millworker (con Kathy Mathea) - James Taylor
8. O Castrapista (con Luis Tosar y Mabel Rivera) - M. María/Milladoiro
9. Estoy celosa del vuelo (con Ana Belén) - E. Llovet/A. Seoane
10. O gran Fonseca (con Leilía) - Milladoiro
11. Estreliña do luceiro (con Olga Cerpa) - Trad./Milladoiro
12. Estroupelear (con las pandereteras de Cantigas e Agarimos) - Trad./Milladoiro
13. Venham mais cinco (con Mafalda Arnauth) - José Afonso
14. Sweet Thames Flow Softly (con Harry.c) - Ewan McColl
15. No adro (con Ilduara Vicente y Harry.c) - R. Cabanillas/Xosé V. Ferreirós

## Ficha técnica
- Grabado en los Estudios Cormorán
- Ingeniero de sonido: José Trincado "Triki"
- Arreglos: Milladoiro
- Productor: Manú Conde